# Hazai György (turkológus)
| Hazai György. Napkutonline.hu 2001        | Hazai György. Napkutonline.hu 2001        |
| Kattints az alábbi külső linkek egyikére! | Kattints az alábbi külső linkek egyikére! |
| ----------------------------------------- | ----------------------------------------- |
| Nem található szabad kép.(?)              |                                           |
| külső link · jogvédett                    | Hazai György                              |

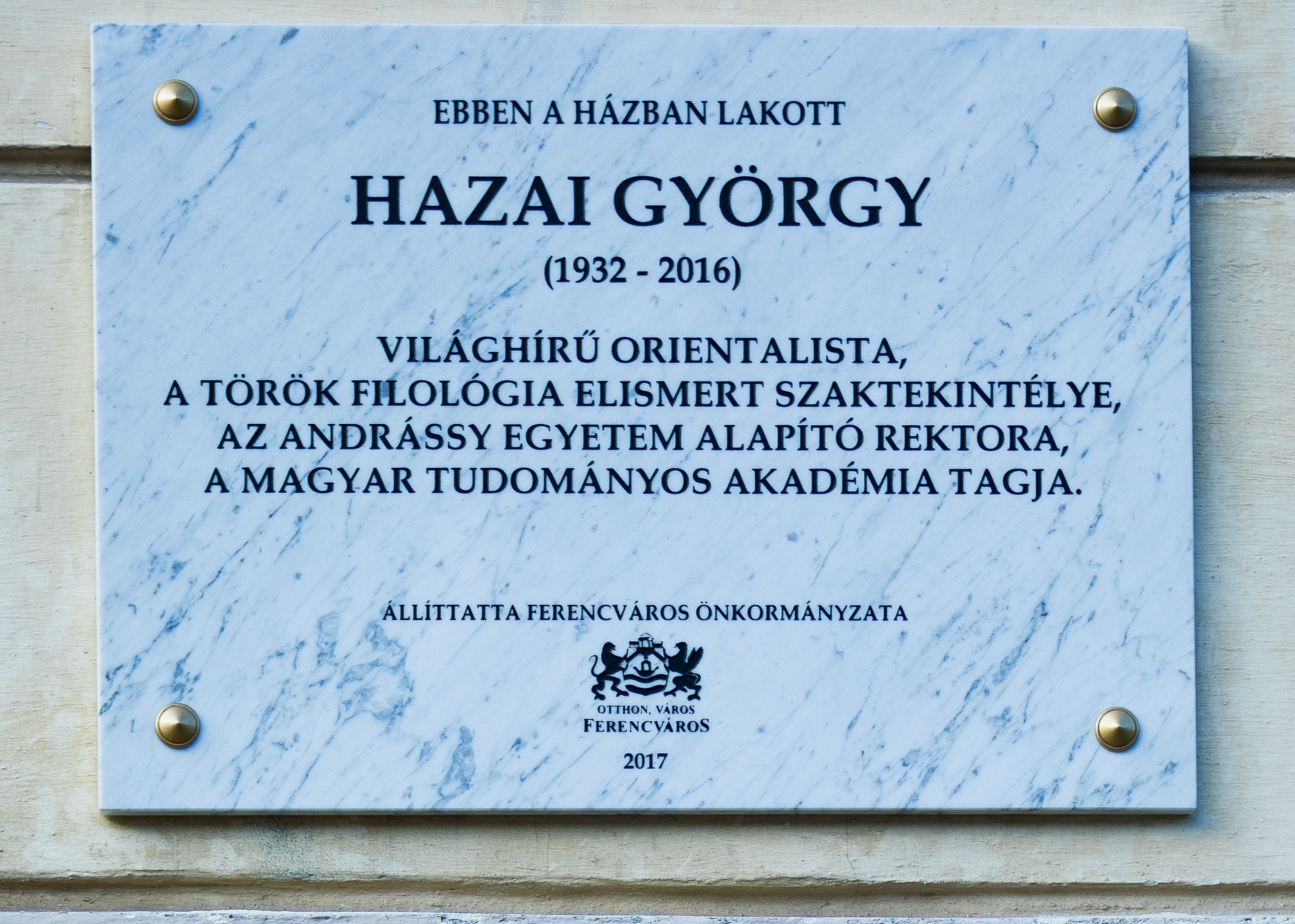
A Közraktár u. 12/A számú ház falán elhelyezett emléktábláját 2017. május 25-én avatták fel

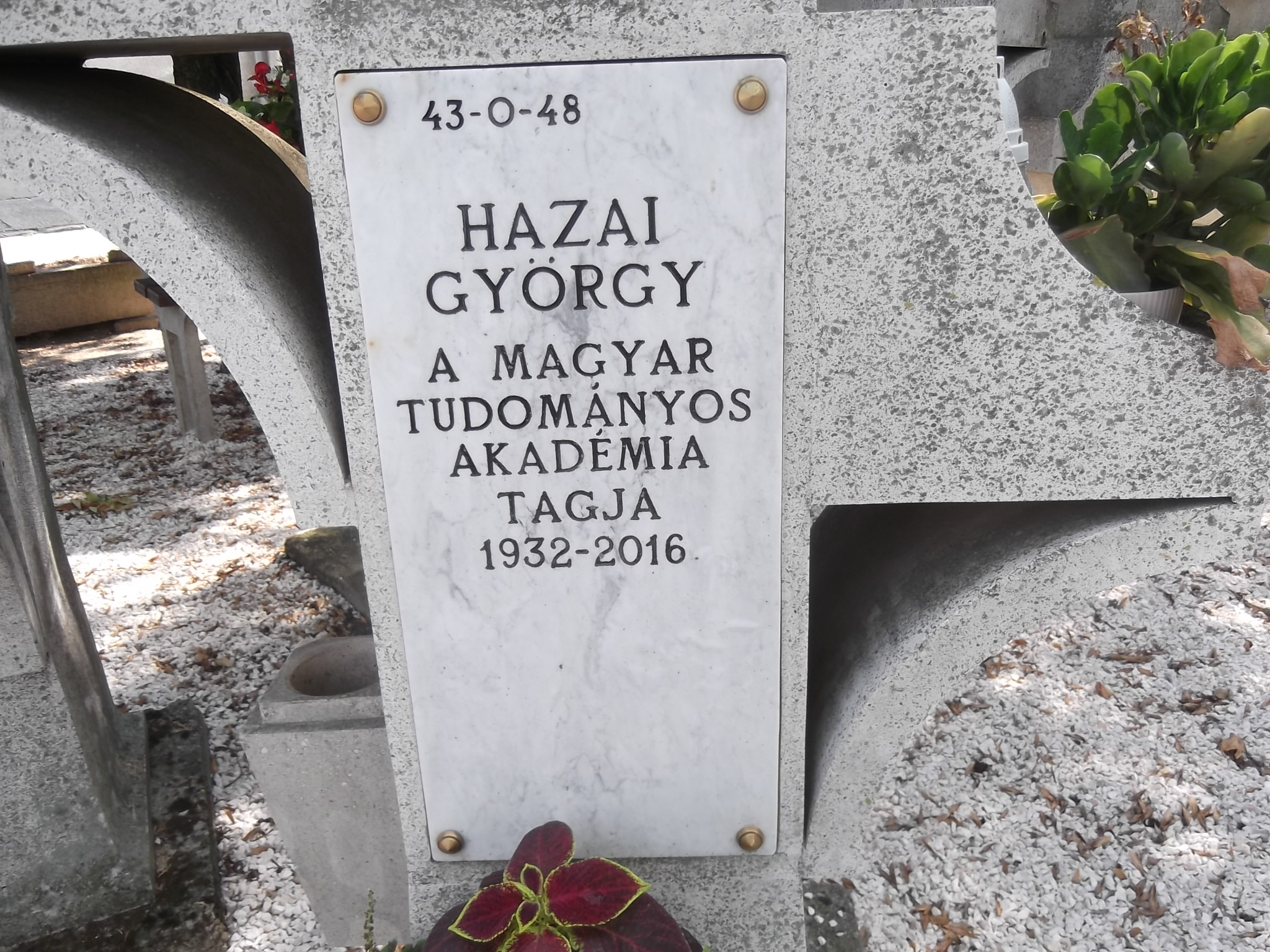
Hazai György sírja a Farkasréti Temetőben

Hazai György (Budapest, 1932. április 30. – Budapest, 2016. január 7.) magyar turkológus, orientalista, egyetemi tanár, a Magyar Tudományos Akadémia rendes tagja. A török népek és a török nyelv nemzetközi hírű kutatója. 2002 és 2003 között az Andrássy Gyula Budapesti Német Nyelvű Egyetem alapító rektora.

## Életpályája
1950-ben érettségizett, majd beiratkozott az Eötvös Loránd Tudományegyetem Bölcsészettudományi Karának muzeológia–orientalisztika (turkológia) szakára, ahol Németh Gyula, Ligeti Lajos és Fekete Lajos tanítványa volt. 1954-ben szerzett diplomát. Diplomájának megszerzése után először aspiráns, majd 1956 és 1957 között a Szófiai Kliment Ohridszki Egyetem vendégtanára volt. Hazatérését követően a Magyar Tudományos Akadémia Nyelvtudományi Intézetében volt kutató. 1963 és 1982 között a berlini Humboldt Egyetemen és a Német Tudományos Akadémián tevékenykedett vendégprofesszorként. 1984 és 1990 között az Akadémiai Kiadó főigazgatója volt. 1991-ben az MTA Nyelvtudományi Intézet Orientalisztikai Munkaközösségén kapott tudományos tanácsadói, később kutatóprofesszori megbízást. 1992-ben a Ciprusi Egyetem Turkológiai Intézetének élére került. 2002-ben az Andrássy Gyula Budapesti Német Nyelvű Egyetem alapító rektorává választották. Ezt a tisztségét 2003-ig töltötte be.
1959-ben védte meg nyelvtudományi kandidátusi, 1967-ben pedig akadémiai doktori értekezését. Az MTA Orientalisztikai Bizottságának, valamint a Magyar-Török Történész Vegyesbizottságnak lett tagja. 1982-ben megválasztották a Magyar Tudományos Akadémia levelező, 1995-ben pedig rendes tagjává. 2001 és 2002 között a Magyar Ösztöndíj Bizottság elnöke volt. 1991-ben az Európai Akadémia (Academia Europaea), 2001-ben a Török Tudományos Akadémia (TÜBA) is felvette tagjai sorába. 1985 és 1994 között a Kőrösi Csoma Társaság elnöke volt, utána a társaság tiszteletbeli elnökévé választották. A Török Nyelvtudományi Társaság (Türk Dil Kurumu) és a Török Történeti Társaság tiszteletbeli tagjává választották. 1991-ben a Kelet- és Ázsia-kutatás Nemzetközi Szövetsége főtitkára lett.

## Munkássága
Kutatási területe a török népek és török nyelvek története, valamint az oszmán-török nyelvtörténeti források kiadása. Nevéhez fűződik az oszmán-török nyelvemlékek elemzési módszerének és metódusának megreformálása, amely a numerikus vizsgálati módszer bevezetéséből állt. Ezenkívül a nyelvtörténeti időszakolás (periodizáció) kritériumrendszerét alakította át.
Jelentős eredménye a turkológia bibliográfiájának megteremtése, valamint az ezt összefoglaló bibliográfiai kézikönyv kiadása. A 60-as évektől dolgozott a Tarih-i Üngürüsz kritikai fordításán, amelynek eredménye 1996-ban jelent meg.

## Főbb publikációi
- Das Osmanisch-Türkische im XVII. Jahrhundert (1973)
- Vámbéry Ármin; Akadémiai, Bp., 1976 (A múlt magyar tudósai)
- Kurze Einführung in das Studium der türkischen Sprache (1978)
- Fejlődési korszaktípusok és területi variánsok viszonya a török nyelv történetében. Akadémiai székfoglaló. 1983. május 23.; Akadémiai, Bp., 1984 (Értekezések, emlékezések)
- Bibliographisches Handbuch der Turkologie (1986)
- Handbuch der türkischen Sprachwissenschaft (1990)
- Nagy Szulejmán udvari emberének magyar krónikája (1996)
- Vámbéry inspirációk / Nagy Szülejmán udvari emberének magyar krónikája. A Tarih-i Ungurus és kritikája; előszó, utószó, ford. Hazai György / Vámbéry Ármin életútja; Lilium Aurum, Dunaszerdahely, 2009
- Ellenszélben – szélárnyékban. Memoár; Vámbéry Polgári Társulás, Dunaszerdahely, 2018[2]

## Díjai, elismerései
- Andrássy Gyula-díj (2002)
- A Németországi Szövetségi Köztársaság Érdemrendjének nagy érdemkeresztje (2004)
- A Magyar Köztársasági Érdemrend középkeresztje (2005)
- Vámbéry-díj (2007)
- Francia Nemzeti Érdemrend parancsnoki fokozat (2012)
- A Török Köztársaság Érdemrendje (2014)[3]